# Séminaire rabbinique Hildesheimer
Le Séminaire rabbinique Hildesheimer (en allemand, Rabbinerseminar für das orthodoxe Judenthum jusqu'en 1880 et ensuite Rabbiner-Seminar zu Berlin; en hébreu, בית המדרש לרבנים בברלין, Bet ha-midrash le-Rabanim be-Berlin) a été fondé à Berlin le 22 octobre 1873 par le rabbin Azriel Hildesheimer (11 mai 1820-12 juillet 1899), dans le but de former des rabbins juifs orthodoxes.

## Histoire
Le Séminaire rabbinique Hildesheimer est fondé le 22 octobre 1873 à Berlin par le rabbin Azriel Hildesheimer (11 mai 1820-12 juillet 1899),,.

## Directeurs
- 1873–1899: Azriel Hildesheimer (1820-1899)
- 1899–1920: David Zvi Hoffmann (1843-1921)
- 1920–1924: Avrohom Eliyahu Kaplan (1890-1924)
- 1924–1938: Yechiel Yaakov Weinberg (1884-1966)

## Enseignants
- 1874-1914: Jakob Barth, (1851–1914), gendre du rabbin Azriel Hildesheimer[4], hébreu, l'exégèse biblique et la philosophie juive
- Abraham Berliner (1833-1915), histoire et littérature juives
- 1878-1894: Solomon Cohn, (1822-1902), gendre du grand-rabbin d'Altona (Hambourg) Jacob Ettlinger, Homélie synagogale
- 1880-1910: Hirsch Hildesheimer, fils du rabbin Azriel Hildesheimer, histoire juive et géographie de la Palestine (Israel Biblique)
- 1895-1932: Joseph Wohlgemuth (1867–1942), philosophie religieuse, Homélie synagogale, et Halakhah pratique

## Anciens élèves
- Chaim Eduard Biberfeld (1864-1939), rabbin et médecin, cofondateur de l'hôpital juif de Berlin (Israelitische Krankenheim), père de Pinchas Biberfeld
- Joseph Bloch (1875-1970),  connu par son siddour Cha'aré Tefila, toujours utilisé par les communautés ashkénazes françaises, par l'Haggada qu'il publie, le calendrier de l'année juive qu'il édite pendant de nombreuses années et qui continue d'exister et aussi par la disparition tragique durant la Shoah de son fils Élie Bloch, rabbin français résistant et déporté et assassiné à Auschwitz.
- Alexander Altmann (1906-1987), connu pour ses études sur la pensée de Moses Mendelssohn
- Eduard Baneth (1855–1930) diplômé rabbin en 1881
- Eliezer Berkovits (1908–1992) diplômé rabbin en 1934, théologien et éducateur du Judaïsme orthodoxe moderne.
- Jacob Isaac Niemirower (1872-1939), en 1895
- Eliezer Berlinger (1904–1985), rabbin à Schönlanke (Allemagne), à Malmö (Suède), grand-rabbin d'Helsinki (Finlande), grand-rabbin d'Utrecht (Pays-Bas)
- Pinchas Biberfeld (1915–1999), grand-rabbin de Munich (1984-1994)
- Armand Asher Bloch (1865-1952, grand-rabbin de Saverne
- Robert Brunschwig (1888-1944), rabbin de la Communauté Etz Haïm, Communauté orthodoxe de la rue Kageneck à Strasbourg (1920-1940), déporté et assassiné à Auschwitz
- Yosef Burg (1909–1999), homme politique israélien. De 1928 à 1931[5]
- Emmanuel Carlebach (1874-1927), durant la Première Guerre mondiale, avec le rabbin  Pinchas Kohn (1867-1941), est un conseiller rabbinique pour les forces d'occupation allemandes en Pologne. Il collabore étroitement dans cette capacité avec le grand-rabbin hassidique de Gour, le rabbin Avraham Mordechai Alter (1866–1948). De cette collaboration va naître le mouvement de l'Agoudat Israel, visant à unifier le judaïsme européen, de l'Est et de l'Ouest. Il est rabbin à Memel, aujourd'huui Klaipėda en Lituanie, puis à Cologne.
- Joseph Carlebach (1883–1942), grand-rabbin de Lübeck, Altona and Hambourg
- Arthur Cohn (1862-1926), diplômé rabbin en 1885, rabbin de Bâle (Suisse) de 1885 à 1926, grand-père du rabbin Shlomo Carlebach
- Josef Hirsch Dunner (1913–2007), un des derniers rabbins allemands orthodoxes à recevoir son diplôme de rabbin avant la Shoah, en 1936
- Israel Friedlander (1876–1920). De 1895 à 1900.
- Max  Guggenheim (1877-1968, père du rabbin Ernest Gugenheim, grand-pére du rabbin Alexis Blum, du rabbin Daniel Gottlieb, arrière grand-père du rabbin Michel Gugenheim[6]
- David Herzog (1869-1946), Grand-rabbin de Graz, Autriche, pêre de Robert Herzog, citoyen français, journaliste, déporté de France vers Sobibor/Majdanek où il est assassiné  en 1943
- Hirsch Hildesheimer (1855-1910, fils du rabbin Azriel Hildesheimer, enseigne au séminaire à partir de 1880. Il est connu principalement pour sa lutte contre l'antisémitisme, l'Accusation de meurtre rituel contre les Juifs et pour la défense de la Shehita.
- Hartwig Hirschfeld (1854–1934)
- David Zvi Hoffmann (1843–1921)
- Jacob Horowitz
- Julius Jakobovits (1886-1947), père d'Immanuel Jakobovits (1921-1999), grand-rabbin du Royaume-Uni
- Leo Jung (1892–1987), diplômé rabbin en 1920
- Zvi Koretz (1884-1945), grand-rabbin de la communauté juive de Salonique en Grèce de 1933 à 1943, avant de mourir en déportation, en mars 1945.
- Jacob Zallel Lauterbach (1873-1942)
- Marcus Lehmann (1831-1890).
- Émile Lévy (1879-1953, grand-rabbin de Strasbourg (1915-1919)
- David Malki (1899-1986), en 1922-1923
- Alexander Marx (1878–1953)
- Élie Munk (1900-1981), diplômé rabbin en 1925
- Jakob Neubauer (1895-1945), rabbin allemand, mort à Bergen-Belsen
- Jacob Isaac Niemirower (1872-1939)
- Haim-Moshe Shapira (1902–1970)
- Menachem Mendel Schneerson (1902-1994)
- Arthur Weil (1880-1959)
- Shaul Weingort (1915-1946)
- Ernest Weill (1865-1947)
- Shlomo Wolbe (1914–2005), un des représentants importants du mouvement du Moussar aux XXe et XXIe siècles.
- Joseph Zivy (1865-1935, rabbin de Wintzenheim (Haut-Rhin), grand-rabbin intérimaire de Colmar en 1914